# Kadru
Kadru (Sanskrit, f., कद्रू, Kadrū, wörtl.: „die Braune“) ist eine Gestalt in der hinduistischen Mythologie. Sie verkörpert die Erde im Gegensatz zu Vinata, die für den Himmel steht.
Kadru ist die Tochter des Daksha. In der Schöpfungsgeschichte ist sie die Angetraute des Kashyapa, des alten Schöpfergottes und Vaters der Kreaturen. Kadru gebar Kashyapa eine Vielzahl von Eiern, aus denen die verschiedensten Arten von schlangengestaltigen Nagas schlüpften, die Kadraveya.